# Liga Światowa w Piłce Siatkowej 2000
Liga Światowa w Piłce Siatkowej 2000 (ang. 2000 FIVB Volleyball World League) – 11. edycja międzynarodowego turnieju siatkarskiego zorganizowanego przez Międzynarodową Federację Piłki Siatkowej (FIVB) dla 12 narodowych reprezentacji.
Rywalizacja składała się z dwóch faz: fazy interkontynentalnej oraz turnieju finałowego. Faza interkontynentalna trwała od 26 maja do 2 lipca. Turniej finałowy rozegrany został w dniach 10-16 lipca w hali Ahoy w Rotterdamie.
Zwycięzcą Ligi Światowej 2000 została po raz ósmy reprezentacja Włoch, która w finale pokonała reprezentację Rosji. Brązowy medal zdobyła reprezentacja Brazylii.
Po raz pierwszy do turnieju finałowego awansowała Jugosławia.
W ramach Ligi Światowej 2000 testowano zasadę, zgodnie z którą piłka w trakcie serwisu może dotknąć siatki (wcześniej tę zasadę testowano w trakcie Pucharu Świata 1999).

## System rozgrywek

### Faza interkontynentalna
12 reprezentacji podzielonych zostało na trzy grupy (A, B i C). W ciągu sześciu tygodni w każdej grupie drużyny rozegrały między sobą po cztery spotkania (dwa jako gospodarz i dwa jako gość). W sumie w ramach fazy interkontynentalnej odbyły się 72 spotkania.
Awans do turnieju finałowego uzyskali:
- zwycięzcy poszczególnych grup oraz drużyny, które zajęły drugie miejsce w swoich grupach (o ile gospodarz turnieju finałowego znalazł się wśród tych sześciu zespołów);
- zwycięzcy poszczególnych grup oraz dwie najwyżej sklasyfikowane drużyny z drugich miejsc (jeżeli gospodarz zajął niższe niż drugie miejsce w swojej grupie).

### Turniej finałowy
6 drużyn, które zaklasyfikowały się do turnieju finałowego, w ramach fazy play-off rozegrały pomiędzy sobą po jednym spotkaniu. Dwie najlepsze drużyny awansowały do finału, natomiast drużyny z miejsc 3-4 rozegrały między sobą mecz o 3. miejsce.

## Uczestnicy
| Grupa A                            | Grupa B                     | Grupa C                                     |
| ---------------------------------- | --------------------------- | ------------------------------------------- |
| Argentyna Jugosławia Kanada Włochy | Francja Holandia Kuba Rosja | Brazylia Hiszpania Polska Stany Zjednoczone |

## Faza interkontynentalna
Wszystkie godziny według czasu lokalnego.

### Grupa A
Tabela
| Lp. | Drużyna    | Pkt | Mecze | Mecze | Mecze | Sety | Sety | Sety  | Małe punkty | Małe punkty | Małe punkty |
| Lp. | Drużyna    | Pkt | M     | W     | P     | wyg. | prz. | ratio | zdob.       | str.        | ratio       |
| --- | ---------- | --- | ----- | ----- | ----- | ---- | ---- | ----- | ----------- | ----------- | ----------- |
| 1   | Jugosławia | 21  | 12    | 9     | 3     | 32   | 15   | 2.133 | 1116        | 1013        | 1.102       |
| 2   | Włochy     | 20  | 12    | 8     | 4     | 28   | 23   | 1.217 | 1159        | 1128        | 1.027       |
| 3   | Argentyna  | 16  | 12    | 4     | 8     | 23   | 28   | 0.821 | 1136        | 1151        | 0.987       |
| 4   | Kanada     | 15  | 12    | 3     | 9     | 15   | 32   | 0.469 | 1007        | 1126        | 0.894       |

Źródło: fivb.ch
Punktacja: zwycięstwo – 2 pkt; porażka – 1 pkt
Zasady ustalania kolejności: 1. liczba punktów; 2. stosunek setów; 3. stosunek małych punktów; 4. bilans w bezpośrednich meczach
     Awans do turnieju finałowego
Wyniki spotkań
| 1. KOLEJKA |
| ---------- |

Miejsce spotkań: Pala San Giacomo, Conversano (26 maja), PalaRossini, Ankona (28 maja) / CEPS Louis-J.-Robichaud – Université de Moncton, Moncton
| Data       | Godz. | Drużyna 1 | Wynik | Drużyna 2  | 1     | 2     | 3     | 4     | 5     | Razem   | Czas    | Widzów | *    |
| ---------- | ----- | --------- | ----- | ---------- | ----- | ----- | ----- | ----- | ----- | ------- | ------- | ------ | ---- |
| 26.05.2000 | 19:30 | Włochy    | 1:3   | Jugosławia | 25:20 | 19:25 | 14:25 | 21:25 |       | 79:95   | 94 min  | 4400   | opis |
| 28.05.2000 | 18:30 | Włochy    | 3:2   | Jugosławia | 20:25 | 25:27 | 25:23 | 25:17 | 15:9  | 110:101 | 122 min | 5250   | opis |
|            |       |           |       |            |       |       |       |       |       |         |         |        |      |
| 26.05.2000 | 20:00 | Kanada    | 3:2   | Argentyna  | 22:25 | 25:18 | 25:22 | 25:27 | 15:13 | 112:105 | 128 min | 1380   | opis |
| 27.05.2000 | 15:00 | Kanada    | 3:2   | Argentyna  | 15:25 | 27:25 | 25:16 | 18:25 | 16:14 | 101:105 | 126 min | 1460   | opis |

| 2. KOLEJKA |
| ---------- |

Miejsce spotkań: Investors Group Athletic Centre, Winnipeg / Estadio Luna Park, Buenos Aires
| Data       | Godz. | Drużyna 1 | Wynik | Drużyna 2  | 1     | 2     | 3     | 4     | 5 | Razem  | Czas    | Widzów | *    |
| ---------- | ----- | --------- | ----- | ---------- | ----- | ----- | ----- | ----- | - | ------ | ------- | ------ | ---- |
| 02.06.2000 | 20:00 | Kanada    | 3:1   | Jugosławia | 25:18 | 17:25 | 25:23 | 25:20 |   | 92:86  | 100 min | 1800   | opis |
| 03.06.2000 | 13:00 | Kanada    | 0:3   | Jugosławia | 22:25 | 21:25 | 23:25 |       |   | 66:75  | 85 min  | 1500   | opis |
|            |       |           |       |            |       |       |       |       |   |        |         |        |      |
| 02.06.2000 | 21:00 | Argentyna | 3:1   | Włochy     | 24:26 | 31:29 | 25:21 | 25:23 |   | 105:99 | 113 min | 8500   | opis |
| 03.06.2000 | 18:00 | Argentyna | 1:3   | Włochy     | 25:23 | 23:25 | 20:25 | 17:25 |   | 85:98  | 107 min | 11000  | opis |

| 3. KOLEJKA |
| ---------- |

Miejsce spotkań: Estadio Cubierto Claudio Newell, Rosario (10 czerwca), Estadio Ángel P. Malvicino, Santa Fe (11 czerwca) / Robert Guertin Centre, Gatineau
| Data       | Godz. | Drużyna 1 | Wynik | Drużyna 2  | 1     | 2     | 3     | 4     | 5     | Razem   | Czas    | Widzów | *    |
| ---------- | ----- | --------- | ----- | ---------- | ----- | ----- | ----- | ----- | ----- | ------- | ------- | ------ | ---- |
| 10.06.2000 | 18:00 | Argentyna | 3:2   | Jugosławia | 31:33 | 28:30 | 26:24 | 25:19 | 15:12 | 125:118 | 144 min | 8200   | opis |
| 11.06.2000 | 18:00 | Argentyna | 1:3   | Jugosławia | 15:25 | 25:13 | 24:26 | 23:25 |       | 87:89   | 108 min | 5500   | opis |
|            |       |           |       |            |       |       |       |       |       |         |         |        |      |
| 09.06.2000 | 20:00 | Kanada    | 1:3   | Włochy     | 25:27 | 19:25 | 25:23 | 15:25 |       | 84:100  | 103 min | 2700   | opis |
| 10.06.2000 | 13:00 | Kanada    | 1:3   | Włochy     | 21:25 | 20:25 | 25:21 | 25:27 |       | 91:98   | 119 min | 2500   | opis |

| 4. KOLEJKA |
| ---------- |

Miejsce spotkań: PalaOlimpia, Werona (16 czerwca), Palasport Lino Oldrini, Varese (18 czerwca) / Hala Pionir, Belgrad (17 czerwca), SPC „Wojwodina”, Nowy Sad (18 czerwca)
| Data       | Godz. | Drużyna 1  | Wynik | Drużyna 2 | 1     | 2     | 3     | 4     | 5     | Razem   | Czas    | Widzów | *    |
| ---------- | ----- | ---------- | ----- | --------- | ----- | ----- | ----- | ----- | ----- | ------- | ------- | ------ | ---- |
| 16.06.2000 | 20:00 | Włochy     | 3:2   | Argentyna | 25:19 | 22:25 | 25:18 | 20:25 | 16:14 | 108:101 | 122 min | 4387   | opis |
| 18.06.2000 | 17:00 | Włochy     | 3:2   | Argentyna | 25:22 | 25:19 | 23:25 | 22:25 | 15:13 | 110:104 | 122 min | 4500   | opis |
|            |       |            |       |           |       |       |       |       |       |         |         |        |      |
| 17.06.2000 | 20:15 | Jugosławia | 3:0   | Kanada    | 25:16 | 25:14 | 25:19 |       |       | 75:49   | 70 min  | 4650   | opis |
| 18.06.2000 | 18:15 | Jugosławia | 3:1   | Kanada    | 26:24 | 21:25 | 38:36 | 25:16 |       | 110:101 | 111 min | 7530   | opis |

| 5. KOLEJKA |
| ---------- |

Miejsce spotkań: PalaBassano, Bassano del Grappa (23 czerwca), PalaTrieste, Triest (25 czerwca) / SPC „Wojwodina”, Nowy Sad (23 czerwca), Hala Pionir, Belgrad (24 czerwca)
| Data       | Godz. | Drużyna 1  | Wynik | Drużyna 2 | 1     | 2     | 3     | 4     | 5 | Razem | Czas    | Widzów | *    |
| ---------- | ----- | ---------- | ----- | --------- | ----- | ----- | ----- | ----- | - | ----- | ------- | ------ | ---- |
| 23.06.2000 | 20:00 | Włochy     | 3:1   | Kanada    | 25:17 | 25:21 | 21:25 | 25:23 |   | 96:86 | 109 min | 4400   | opis |
| 25.06.2000 | 19:00 | Włochy     | 3:1   | Kanada    | 23:25 | 25:16 | 25:16 | 25:21 |   | 98:78 | 98 min  | 4035   | opis |
|            |       |            |       |           |       |       |       |       |   |       |         |        |      |
| 23.06.2000 | 20:15 | Jugosławia | 3:0   | Argentyna | 25:23 | 25:15 | 25:23 |       |   | 75:61 | 64 min  | 8000   | opis |
| 24.06.2000 | 20:15 | Jugosławia | 3:1   | Argentyna | 25:21 | 19:25 | 25:13 | 25:21 |   | 94:80 | 98 min  | 5000   | opis |

| 6. KOLEJKA |
| ---------- |

Miejsce spotkań: SPC „Wojwodina”, Nowy Sad (30 czerwca), Hala Pionir, Belgrad (1 lipca) / Polideportivo Delmi, Salta (30 czerwca), Polideportivo Capital, Catamarca (2 lipca)
| Data       | Godz. | Drużyna 1  | Wynik | Drużyna 2 | 1     | 2     | 3     | 4     | 5 | Razem  | Czas    | Widzów | *    |
| ---------- | ----- | ---------- | ----- | --------- | ----- | ----- | ----- | ----- | - | ------ | ------- | ------ | ---- |
| 30.06.2000 | 20:15 | Jugosławia | 3:1   | Włochy    | 25:23 | 25:20 | 25:27 | 25:18 |   | 100:88 | 100 min | 10980  | opis |
| 01.07.2000 | 20:15 | Jugosławia | 3:1   | Włochy    | 23:25 | 25:18 | 25:20 | 25:12 |   | 98:75  | 98 min  | 7800   | opis |
|            |       |            |       |           |       |       |       |       |   |        |         |        |      |
| 30.06.2000 | 21:00 | Argentyna  | 3:0   | Kanada    | 25:22 | 25:12 | 25:22 |       |   | 75:56  | 78 min  | 9550   | opis |
| 02.07.2000 | 18:00 | Argentyna  | 3:1   | Kanada    | 28:26 | 25:16 | 25:27 | 25:22 |   | 103:91 | 115 min | 4580   | opis |

### Grupa B
Tabela
| Lp. | Drużyna  | Pkt | Mecze | Mecze | Mecze | Sety | Sety | Sety  | Małe punkty | Małe punkty | Małe punkty |
| Lp. | Drużyna  | Pkt | M     | W     | P     | wyg. | prz. | ratio | zdob.       | str.        | ratio       |
| --- | -------- | --- | ----- | ----- | ----- | ---- | ---- | ----- | ----------- | ----------- | ----------- |
| 1   | Rosja    | 21  | 12    | 9     | 3     | 31   | 14   | 2.214 | 1073        | 987         | 1.087       |
| 2   | Francja  | 19  | 12    | 7     | 5     | 24   | 21   | 1.143 | 1027        | 1040        | 0.988       |
| 3   | Kuba     | 17  | 12    | 5     | 7     | 21   | 24   | 0.875 | 1074        | 1063        | 1.010       |
| 4   | Holandia | 15  | 12    | 3     | 9     | 13   | 30   | 0.433 | 944         | 1028        | 0.918       |

Źródło: fivb.ch
Punktacja: zwycięstwo – 2 pkt; porażka – 1 pkt
Zasady ustalania kolejności: 1. liczba punktów; 2. stosunek setów; 3. stosunek małych punktów; 4. bilans w bezpośrednich meczach
     Awans do turnieju finałowego
     Gospodarz turnieju finałowego
Wyniki spotkań
| 1. KOLEJKA |
| ---------- |

Miejsce spotkań: Indoor-Sportcentrum, Eindhoven / Palais des Sports Pierre Mendès, Grenoble (27 maja), Palais des Sports de Gerland, Lyon (28 maja)
| Data       | Godz. | Drużyna 1 | Wynik | Drużyna 2 | 1     | 2     | 3     | 4     | 5     | Razem   | Czas    | Widzów | *    |
| ---------- | ----- | --------- | ----- | --------- | ----- | ----- | ----- | ----- | ----- | ------- | ------- | ------ | ---- |
| 27.05.2000 | 14:30 | Holandia  | 1:3   | Rosja     | 23:25 | 21:25 | 25:20 | 22:25 |       | 91:95   | 89 min  | 2000   | opis |
| 28.05.2000 | 14:30 | Holandia  | 1:3   | Rosja     | 25:19 | 19:25 | 16:25 | 22:25 |       | 82:94   | 93 min  | 2440   | opis |
|            |       |           |       |           |       |       |       |       |       |         |         |        |      |
| 27.05.2000 | 20:00 | Francja   | 3:1   | Kuba      | 25:21 | 41:43 | 25:23 | 25:22 |       | 116:109 | 130 min | 5600   | opis |
| 28.05.2000 | 14:45 | Francja   | 3:2   | Kuba      | 25:18 | 23:25 | 25:22 | 11:25 | 16:14 | 100:104 | 120 min | 4500   | opis |

| 2. KOLEJKA |
| ---------- |

Miejsce spotkań: Arena Stade Couvert de Liévin, Liévin (2 czerwca), Sportica, Gravelines (3 czerwca) / Sporthallen Zuid, Amsterdam
| Data       | Godz. | Drużyna 1 | Wynik | Drużyna 2 | 1     | 2     | 3     | 4     | 5 | Razem  | Czas    | Widzów | *    |
| ---------- | ----- | --------- | ----- | --------- | ----- | ----- | ----- | ----- | - | ------ | ------- | ------ | ---- |
| 02.06.2000 | 20:00 | Francja   | 3:1   | Rosja     | 25:21 | 25:21 | 21:25 | 25:22 |   | 96:89  | 88 min  | 3100   | opis |
| 03.06.2000 | 20:00 | Francja   | 3:1   | Rosja     | 25:22 | 25:22 | 20:25 | 25:23 |   | 95:92  | 114 min | 2150   | opis |
|            |       |           |       |           |       |       |       |       |   |        |         |        |      |
| 03.06.2000 | 14:30 | Holandia  | 1:3   | Kuba      | 13:25 | 25:27 | 29:27 | 25:27 |   | 92:106 | 101 min | 1760   | opis |
| 04.06.2000 | 14:30 | Holandia  | 1:3   | Kuba      | 26:24 | 18:25 | 21:25 | 22:25 |   | 87:99  | 94 min  | 2120   | opis |

| 3. KOLEJKA |
| ---------- |

Miejsce spotkań: Pałac Sportu „Dinamo”, Moskwa / Coliseo de la Ciudad Deportiva, Hawana
| Data       | Godz. | Drużyna 1 | Wynik | Drużyna 2 | 1     | 2     | 3     | 4     | 5     | Razem   | Czas    | Widzów | *    |
| ---------- | ----- | --------- | ----- | --------- | ----- | ----- | ----- | ----- | ----- | ------- | ------- | ------ | ---- |
| 09.06.2000 | 18:00 | Rosja     | 3:0   | Holandia  | 26:24 | 25:20 | 25:22 |       |       | 76:66   | 76 min  | 2880   | opis |
| 10.06.2000 | 17:00 | Rosja     | 2:3   | Holandia  | 25:19 | 19:25 | 26:24 | 22:25 | 11:15 | 103:108 | 112 min | 2400   | opis |
|            |       |           |       |           |       |       |       |       |       |         |         |        |      |
| 09.06.2000 | 20:40 | Kuba      | 3:1   | Francja   | 21:25 | 25:21 | 25:19 | 25:22 |       | 96:87   | 105 min | 18000  | opis |
| 10.06.2000 | 20:40 | Kuba      | 1:3   | Francja   | 27:25 | 23:25 | 21:25 | 18:25 |       | 89:100  | 101 min | 15000  | opis |

| 4. KOLEJKA |
| ---------- |

Miejsce spotkań: Coliseo de la Ciudad Deportiva, Hawana / MartiniPlaza, Groningen
| Data       | Godz. | Drużyna 1 | Wynik | Drużyna 2 | 1     | 2     | 3     | 4     | 5 | Razem  | Czas    | Widzów | *    |
| ---------- | ----- | --------- | ----- | --------- | ----- | ----- | ----- | ----- | - | ------ | ------- | ------ | ---- |
| 16.06.2000 | 20:40 | Kuba      | 0:3   | Rosja     | 23:25 | 22:25 | 19:25 |       |   | 64:75  | 68 min  | 15400  | opis |
| 17.06.2000 | 20:40 | Kuba      | 1:3   | Rosja     | 25:23 | 22:25 | 17:25 | 25:27 |   | 89:100 | 102 min | 14966  | opis |
|            |       |           |       |           |       |       |       |       |   |        |         |        |      |
| 17.06.2000 | 14:30 | Holandia  | 3:1   | Francja   | 25:16 | 25:22 | 19:25 | 25:22 |   | 94:85  | 99 min  | 1650   | opis |
| 18.06.2000 | 14:30 | Holandia  | 3:0   | Francja   | 25:22 | 25:20 | 25:22 |       |   | 75:64  | 78 min  | 1300   | opis |

| 5. KOLEJKA |
| ---------- |

Miejsce spotkań: Pałac Sportu „Dinamo”, Moskwa / Coliseo de la Ciudad Deportiva, Hawana
| Data       | Godz. | Drużyna 1 | Wynik | Drużyna 2 | 1     | 2     | 3     | 4     | 5 | Razem | Czas    | Widzów | *    |
| ---------- | ----- | --------- | ----- | --------- | ----- | ----- | ----- | ----- | - | ----- | ------- | ------ | ---- |
| 23.06.2000 | 18:00 | Rosja     | 3:1   | Francja   | 25:20 | 25:18 | 22:25 | 25:16 |   | 97:79 | 102 min | 2820   | opis |
| 24.06.2000 | 17:00 | Rosja     | 3:0   | Francja   | 25:21 | 25:17 | 25:17 |       |   | 75:55 | 78 min  | 3500   | opis |
|            |       |           |       |           |       |       |       |       |   |       |         |        |      |
| 23.06.2000 | 20:40 | Kuba      | 3:0   | Holandia  | 25:22 | 25:21 | 25:19 |       |   | 75:62 | 71 min  | 13000  | opis |
| 24.06.2000 | 20:40 | Kuba      | 3:0   | Holandia  | 25:18 | 25:20 | 31:29 |       |   | 81:67 | 75 min  | 15400  | opis |

| 6. KOLEJKA |
| ---------- |

Miejsce spotkań: Hala sportowa „Kosmos”, Biełgorod / Stade Pierre de Coubertin, Paryż (30 czerwca), Palais des Sports, Orlean (1 lipca)
| Data       | Godz. | Drużyna 1 | Wynik | Drużyna 2 | 1     | 2     | 3     | 4     | 5 | Razem   | Czas    | Widzów | *    |
| ---------- | ----- | --------- | ----- | --------- | ----- | ----- | ----- | ----- | - | ------- | ------- | ------ | ---- |
| 30.06.2000 | 18:00 | Rosja     | 3:0   | Kuba      | 25:21 | 25:22 | 25:19 |       |   | 75:62   | 74 min  | 5000   | opis |
| 01.07.2000 | 17:00 | Rosja     | 3:1   | Kuba      | 31:29 | 25:22 | 20:25 | 26:24 |   | 102:100 | 103 min | 5000   | opis |
|            |       |           |       |           |       |       |       |       |   |         |         |        |      |
| 30.06.2000 | 20:00 | Francja   | 3:0   | Holandia  | 25:19 | 25:20 | 25:22 |       |   | 75:61   | 76 min  | 3900   | opis |
| 01.07.2000 | 20:00 | Francja   | 3:0   | Holandia  | 25:22 | 25:16 | 25:21 |       |   | 75:59   | 70 min  | 2500   | opis |

### Grupa C
Tabela
| Lp. | Drużyna           | Pkt | Mecze | Mecze | Mecze | Sety | Sety | Sety  | Małe punkty | Małe punkty | Małe punkty |
| Lp. | Drużyna           | Pkt | M     | W     | P     | wyg. | prz. | ratio | zdob.       | str.        | ratio       |
| --- | ----------------- | --- | ----- | ----- | ----- | ---- | ---- | ----- | ----------- | ----------- | ----------- |
| 1   | Stany Zjednoczone | 22  | 12    | 10    | 2     | 31   | 15   | 2.067 | 1104        | 999         | 1.105       |
| 2   | Brazylia          | 20  | 12    | 8     | 4     | 28   | 16   | 1.750 | 1048        | 969         | 1.082       |
| 3   | Polska            | 17  | 12    | 5     | 7     | 21   | 24   | 0.875 | 1020        | 1036        | 0.985       |
| 4   | Hiszpania         | 13  | 12    | 1     | 11    | 9    | 34   | 0.265 | 871         | 1039        | 0.838       |

Źródło: fivb.ch
Punktacja: zwycięstwo – 2 pkt; porażka – 1 pkt
Zasady ustalania kolejności: 1. liczba punktów; 2. stosunek setów; 3. stosunek małych punktów; 4. bilans w bezpośrednich meczach
     Awans do turnieju finałowego
Wyniki spotkań
| 1. KOLEJKA |
| ---------- |

Miejsce spotkań: Palacio de Deportes, Murcja (26 maja), Palacio Municipal de Deportes, Grenada (28 maja) / Ginásio do Ibirapuera, São Paulo
| Data       | Godz. | Drużyna 1 | Wynik | Drużyna 2         | 1     | 2     | 3     | 4     | 5 | Razem | Czas    | Widzów | *    |
| ---------- | ----- | --------- | ----- | ----------------- | ----- | ----- | ----- | ----- | - | ----- | ------- | ------ | ---- |
| 26.05.2000 | 20:00 | Hiszpania | 0:3   | Polska            | 19:25 | 19:25 | 16:25 |       |   | 54:75 | 67 min  | 2500   | opis |
| 28.05.2000 | 12:00 | Hiszpania | 0:3   | Polska            | 20:25 | 22:25 | 18:25 |       |   | 60:75 | 70 min  | 2485   | opis |
|            |       |           |       |                   |       |       |       |       |   |       |         |        |      |
| 27.05.2000 | 9:00  | Brazylia  | 1:3   | Stany Zjednoczone | 23:25 | 16:25 | 25:20 | 23:25 |   | 87:95 | 100 min | 4150   | opis |
| 28.05.2000 | 10:00 | Brazylia  | 1:3   | Stany Zjednoczone | 25:16 | 23:25 | 25:27 | 23:25 |   | 96:93 | 111 min | 6360   | opis |

| 2. KOLEJKA |
| ---------- |

Miejsce spotkań: Pabellón Europa, Leganés (2 czerwca), Palacio de Deportes, Madryt (4 czerwca) / Spodek, Katowice
| Data       | Godz. | Drużyna 1 | Wynik | Drużyna 2         | 1     | 2     | 3     | 4     | 5 | Razem  | Czas    | Widzów | *    |
| ---------- | ----- | --------- | ----- | ----------------- | ----- | ----- | ----- | ----- | - | ------ | ------- | ------ | ---- |
| 02.06.2000 | 20:00 | Hiszpania | 0:3   | Brazylia          | 22:25 | 21:25 | 21:25 |       |   | 64:75  | 76 min  | 3700   | opis |
| 04.06.2000 | 12:00 | Hiszpania | 0:3   | Brazylia          | 22:25 | 21:25 | 18:25 |       |   | 61:75  | 75 min  | 8650   | opis |
|            |       |           |       |                   |       |       |       |       |   |        |         |        |      |
| 02.06.2000 | 20:00 | Polska    | 1:3   | Stany Zjednoczone | 25:19 | 17:25 | 16:25 | 21:25 |   | 79:94  | 103 min | 11000  | opis |
| 03.06.2000 | 17:15 | Polska    | 1:3   | Stany Zjednoczone | 27:25 | 18:25 | 20:25 | 21:25 |   | 86:100 | 112 min | 10800  | opis |

| 3. KOLEJKA |
| ---------- |

Miejsce spotkań: Palacio de Deportes, Gijón / Hala Sportowa MOSiR, Łódź
| Data       | Godz. | Drużyna 1 | Wynik | Drużyna 2         | 1     | 2     | 3     | 4     | 5 | Razem  | Czas    | Widzów | *    |
| ---------- | ----- | --------- | ----- | ----------------- | ----- | ----- | ----- | ----- | - | ------ | ------- | ------ | ---- |
| 09.06.2000 | 20:00 | Hiszpania | 1:3   | Stany Zjednoczone | 31:29 | 19:25 | 21:25 | 27:29 |   | 98:108 | 113 min | 4900   | opis |
| 11.06.2000 | 12:00 | Hiszpania | 0:3   | Stany Zjednoczone | 21:25 | 15:25 | 16:25 |       |   | 52:75  | 64 min  | 4800   | opis |
|            |       |           |       |                   |       |       |       |       |   |        |         |        |      |
| 09.06.2000 | 20:00 | Polska    | 3:1   | Brazylia          | 25:23 | 25:17 | 20:25 | 25:23 |   | 95:88  | 121 min | 9600   | opis |
| 10.06.2000 | 17:15 | Polska    | 0:3   | Brazylia          | 20:25 | 15:25 | 33:35 |       |   | 68:85  | 102 min | 9500   | opis |

| 4. KOLEJKA |
| ---------- |

Miejsce spotkań: Spokane Arena, Spokane / Ginásio Tesourinha, Porto Alegre
| Data       | Godz. | Drużyna 1         | Wynik | Drużyna 2 | 1     | 2     | 3     | 4     | 5     | Razem   | Czas    | Widzów | *    |
| ---------- | ----- | ----------------- | ----- | --------- | ----- | ----- | ----- | ----- | ----- | ------- | ------- | ------ | ---- |
| 16.06.2000 | 19:00 | Stany Zjednoczone | 3:2   | Polska    | 25:27 | 25:19 | 29:31 | 25:22 | 15:12 | 119:111 | 135 min | 1500   | opis |
| 17.06.2000 | 19:00 | Stany Zjednoczone | 3:1   | Polska    | 25:19 | 25:27 | 25:23 | 25:19 |       | 100:88  | 106 min | 2000   | opis |
|            |       |                   |       |           |       |       |       |       |       |         |         |        |      |
| 17.06.2000 | 10:00 | Brazylia          | 1:3   | Hiszpania | 20:25 | 25:18 | 23:25 | 18:25 |       | 86:93   | 115 min | 5900   | opis |
| 18.06.2000 | 10:00 | Brazylia          | 3:2   | Hiszpania | 21:25 | 21:25 | 25:18 | 25:19 | 15:13 | 107:100 | 126 min | 6000   | opis |

| 5. KOLEJKA |
| ---------- |

Miejsce spotkań: Bradley Center, Milwaukee (23 czerwca), Dane County Coliseum, Madison (24 czerwca) / Centreventos Cau Hansen, Joinville
| Data       | Godz. | Drużyna 1         | Wynik | Drużyna 2 | 1     | 2     | 3     | 4     | 5 | Razem | Czas    | Widzów | *    |
| ---------- | ----- | ----------------- | ----- | --------- | ----- | ----- | ----- | ----- | - | ----- | ------- | ------ | ---- |
| 23.06.2000 | 19:00 | Stany Zjednoczone | 3:0   | Hiszpania | 25:18 | 25:15 | 26:24 |       |   | 76:57 | 71 min  | 2400   | opis |
| 24.06.2000 | 19:00 | Stany Zjednoczone | 3:1   | Hiszpania | 25:16 | 25:18 | 22:25 | 25:12 |   | 97:71 | 90 min  | 3700   | opis |
|            |       |                   |       |           |       |       |       |       |   |       |         |        |      |
| 24.06.2000 | 10:00 | Brazylia          | 3:0   | Polska    | 27:25 | 25:18 | 25:17 |       |   | 77:60 | 78 min  | 5500   | opis |
| 25.06.2000 | 10:00 | Brazylia          | 3:1   | Polska    | 26:24 | 25:22 | 22:25 | 25:22 |   | 98:93 | 106 min | 5500   | opis |

| 6. KOLEJKA |
| ---------- |

Miejsce spotkań: Allen County War Memorial Coliseum, Fort Wayne / Hala Arena, Poznań
| Data       | Godz. | Drużyna 1         | Wynik | Drużyna 2 | 1     | 2     | 3     | 4     | 5    | Razem   | Czas    | Widzów | *    |
| ---------- | ----- | ----------------- | ----- | --------- | ----- | ----- | ----- | ----- | ---- | ------- | ------- | ------ | ---- |
| 30.06.2000 | 19:00 | Stany Zjednoczone | 0:3   | Brazylia  | 21:25 | 24:26 | 18:25 |       |      | 63:76   | 80 min  | 2800   | opis |
| 01.07.2000 | 19:00 | Stany Zjednoczone | 1:3   | Brazylia  | 14:25 | 25:27 | 25:21 | 20:25 |      | 84:98   | 102 min | 2500   | opis |
|            |       |                   |       |           |       |       |       |       |      |         |         |        |      |
| 30.06.2000 | 20:00 | Polska            | 3:2   | Hiszpania | 29:27 | 25:16 | 24:26 | 22:25 | 15:7 | 115:101 | 137 min | 5200   | opis |
| 01.07.2000 | 17:15 | Polska            | 3:0   | Hiszpania | 25:22 | 25:19 | 25:19 |       |      | 75:60   | 82 min  | 5500   | opis |

## Turniej finałowy
- Miejsce turnieju:  Holandia – Ahoy, Rotterdam
- Wszystkie godziny według strefy czasowej UTC+02:00.

### Faza play-off

#### Tabela
| Lp. | Drużyna           | Pkt | Mecze | Mecze | Mecze | Sety | Sety | Sety  | Małe punkty | Małe punkty | Małe punkty |
| Lp. | Drużyna           | Pkt | M     | W     | P     | wyg. | prz. | ratio | zdob.       | str.        | ratio       |
| --- | ----------------- | --- | ----- | ----- | ----- | ---- | ---- | ----- | ----------- | ----------- | ----------- |
| 1   | Włochy            | 9   | 5     | 4     | 1     | 13   | 8    | 1.625 | 459         | 452         | 1.015       |
| 2   | Rosja             | 8   | 5     | 3     | 2     | 13   | 7    | 1.857 | 452         | 413         | 1.094       |
| 3   | Jugosławia        | 8   | 5     | 3     | 2     | 11   | 8    | 1.375 | 440         | 403         | 1.092       |
| 4   | Brazylia          | 7   | 5     | 2     | 3     | 8    | 11   | 0.727 | 404         | 420         | 0.962       |
| 5   | Holandia          | 7   | 5     | 2     | 3     | 7    | 12   | 0.583 | 409         | 435         | 0.940       |
| 6   | Stany Zjednoczone | 6   | 5     | 1     | 4     | 8    | 14   | 0.571 | 474         | 515         | 0.920       |

Źródło: fivb.ch
Punktacja: zwycięstwo – 2 pkt; porażka – 1 pkt
Zasady ustalania kolejności: 1. liczba punktów; 2. stosunek setów; 3. stosunek małych punktów; 4. bilans w bezpośrednich meczach
     Finał
     Mecz o 3. miejsce

#### Wyniki spotkań
| Data       | Godz. | Drużyna 1         | Wynik | Drużyna 2         | 1     | 2     | 3     | 4     | 5     | Razem   | Czas    | Widzów | *    |
| ---------- | ----- | ----------------- | ----- | ----------------- | ----- | ----- | ----- | ----- | ----- | ------- | ------- | ------ | ---- |
| 10.07.2000 | 15:00 | Jugosławia        | 0:3   | Rosja             | 23:25 | 20:25 | 22:25 |       |       | 65:75   | 74 min  | 550    | opis |
| 10.07.2000 | 17:45 | Włochy            | 3:1   | Stany Zjednoczone | 25:19 | 20:25 | 25:22 | 25:23 |       | 95:89   | 92 min  | 810    | opis |
| 10.07.2000 | 20:30 | Holandia          | 0:3   | Brazylia          | 21:25 | 23:25 | 21:25 |       |       | 65:75   | 73 min  | 1100   | opis |
|            |       |                   |       |                   |       |       |       |       |       |         |         |        |      |
| 11.07.2000 | 15:00 | Rosja             | 2:3   | Włochy            | 24:26 | 25:19 | 20:25 | 25:13 | 15:17 | 109:100 | 115 min | 550    | opis |
| 11.07.2000 | 17:45 | Brazylia          | 2:3   | Stany Zjednoczone | 25:22 | 25:19 | 23:25 | 23:25 | 11:15 | 107:106 | 103 min | 500    | opis |
| 11.07.2000 | 20:30 | Jugosławia        | 3:1   | Holandia          | 25:19 | 15:25 | 25:20 | 25:13 |       | 90:77   | 85 min  | 1500   | opis |
|            |       |                   |       |                   |       |       |       |       |       |         |         |        |      |
| 12.07.2000 | 15:00 | Stany Zjednoczone | 1:3   | Jugosławia        | 15:25 | 25:19 | 34:36 | 14:25 |       | 88:105  | 101 min | 400    | opis |
| 12.07.2000 | 17:45 | Włochy            | 3:0   | Brazylia          | 25:19 | 25:21 | 25:14 |       |       | 75:54   | 67 min  | 800    | opis |
| 12.07.2000 | 20:30 | Rosja             | 3:0   | Holandia          | 25:16 | 25:17 | 26:24 |       |       | 76:57   | 67 min  | 1150   | opis |
|            |       |                   |       |                   |       |       |       |       |       |         |         |        |      |
| 14.07.2000 | 15:00 | Jugosławia        | 3:0   | Brazylia          | 25:21 | 30:28 | 25:16 |       |       | 80:65   | 74 min  | 550    | opis |
| 14.07.2000 | 17:45 | Stany Zjednoczone | 1:3   | Rosja             | 22:25 | 25:23 | 20:25 | 21:25 |       | 88:98   | 100 min | 1250   | opis |
| 14.07.2000 | 20:30 | Holandia          | 3:1   | Włochy            | 25:23 | 25:27 | 25:19 | 25:22 |       | 100:91  | 95 min  | 1500   | opis |
|            |       |                   |       |                   |       |       |       |       |       |         |         |        |      |
| 15.07.2000 | 14:00 | Brazylia          | 3:2   | Rosja             | 25:22 | 20:25 | 25:11 | 18:25 | 15:11 | 103:94  | 104 min | 1200   | opis |
| 15.07.2000 | 16:30 | Jugosławia        | 2:3   | Włochy            | 25:16 | 15:25 | 25:17 | 23:25 | 12:15 | 100:98  | 103 min | 1800   | opis |
| 15.07.2000 | 19:30 | Holandia          | 3:2   | Stany Zjednoczone | 25:19 | 19:25 | 25:18 | 26:28 | 15:13 | 110:103 | 109 min | 2300   | opis |

### Mecz o 3. miejsce
| Data       | Godz. | Drużyna 1  | Wynik | Drużyna 2 | 1     | 2     | 3     | 4 | 5 | Razem | Czas   | Widzów | *    |
| ---------- | ----- | ---------- | ----- | --------- | ----- | ----- | ----- | - | - | ----- | ------ | ------ | ---- |
| 16.07.2000 | 16:30 | Jugosławia | 0:3   | Brazylia  | 19:25 | 21:25 | 21:25 |   |   | 61:75 | 68 min | 1900   | opis |

### Finał
| Data       | Godz. | Drużyna 1 | Wynik | Drużyna 2 | 1     | 2     | 3     | 4     | 5     | Razem   | Czas    | Widzów | *    |
| ---------- | ----- | --------- | ----- | --------- | ----- | ----- | ----- | ----- | ----- | ------- | ------- | ------ | ---- |
| 16.07.2000 | 19:30 | Włochy    | 3:2   | Rosja     | 25:22 | 18:25 | 20:25 | 25:21 | 15:13 | 103:106 | 110 min | 3000   | opis |

## Klasyfikacja końcowa
| Miejsce | Reprezentacja     |
| ------- | ----------------- |
| złoto   | Włochy            |
| srebro  | Rosja             |
| brąz    | Brazylia          |
| 4       | Jugosławia        |
| 5       | Holandia          |
| 6       | Stany Zjednoczone |
| 7       | Francja           |
| 8       | Argentyna         |
| 8       | Kuba              |
| 8       | Polska            |
| 11      | Kanada            |
| 11      | Hiszpania         |

## Nagrody indywidualne
| Najlepszy punktujący  | Andrea Sartoretti    |
| Najlepszy atakujący   | Guido Görtzen        |
| Najlepszy blokujący   | Martin van der Horst |
| Najlepszy zagrywający | Goran Vujević        |

Dodatkowo najwyżej w klasyfikacji przyjmujących znalazł się reprezentant Jugosławii Goran Vujević, rozgrywających - Amerykanin Lloy Ball, natomiast broniących - reprezentant Jugosławii Vasa Mijić. W tych kategoriach nie przyznawano jednak nagród indywidualnych ani pieniężnych.

## Nagrody pieniężne
Łączna pula nagród w Lidze Światowej 2000 wyniosła 10 milionów USD, tj. o dwa miliony więcej niż w 1999 roku.
W fazie interkontynentalnej za zwycięstwo drużyna otrzymywała po 500 USD na zawodnika (a więc w sumie 6000 USD na cały zespół), natomiast za porażkę po 200 USD na zawodnika (2400 USD na cały zespół). Zwycięzcy poszczególnych grup dostali po 720 000 USD, reprezentacje, które zajęły niższe miejsca odpowiednio mniej.
W turnieju finałowym nagrody zależały od zajętego przez daną reprezentację miejsca w klasyfikacji końcowej. Zwycięzca otrzymał 500 000 USD.
| Zwycięstwo | 500 USD każdy zawodnik (razem 6000 USD drużyna) |
| Porażka    | 200 USD każdy zawodnik (razem 2400 USD drużyna) |
| Razem      | 604 800 USD (8400 USD na mecz)                  |

| Miejsce w grupie | Nagroda       | Pula nagród   |
| ---------------- | ------------- | ------------- |
| 1. miejsce       | 720 000 USD   | 2 160 000 USD |
| 2. miejsce       | 690 000 USD   | 2 070 000 USD |
| 3. miejsce       | 660 000 USD   | 1 980 000 USD |
| 4. miejsce       | 650 000 USD   | 1 950 000 USD |
| Razem            | 2 720 000 USD | 8 160 000 USD |

| Miejsce    | Nagroda       |
| ---------- | ------------- |
| 1. miejsce | 500 000 USD   |
| 2. miejsce | 250 000 USD   |
| 3. miejsce | 150 000 USD   |
| 4. miejsce | 130 000 USD   |
| 5. miejsce | 100 000 USD   |
| 6. miejsce | 80 000 USD    |
| Razem      | 1 210 000 USD |

| Nagroda indywidualna  | Nagroda    |
| --------------------- | ---------- |
| Najlepszy punktujący  | 7 500 USD  |
| Najlepszy atakujący   | 5 900 USD  |
| Najlepszy blokujący   | 5 900 USD  |
| Najlepszy zagrywający | 5 900 USD  |
| Razem                 | 25 200 USD |